# Стейц, Джоан
Джоан Стейц (Joan Argetsinger Steitz; род. 26 января 1941, Миннеаполис, Миннесота) — американский учёный, биохимик, пионер в области исследования биологии РНК. Доктор философии (1967), Стерлингский профессор Йеля, исследователь Медицинского института Говарда Хьюза (с 1986), член Национальных Академии наук (1983) и Медицинской академии (2005) США, а также Американского философского общества (1992), иностранный член Лондонского королевского общества (2014), почётный член Эдинбургского королевского общества (2004). Удостоена Национальной научной медали США (1986) и других высокопрестижнейших отличий. Её лаборатория наиболее известна открытием snRNP (в 1979 году).

## Биография
Родилась в семье школьных учителей.
Окончила Antioch College (бакалавр химии, 1963). Во время учёбы там ей удалось попасть на стажировку в лабораторию Alexander Rich в Массачусетском технологическом институте, что стало переломным моментом в её судьбе. После окончания колледжа Стейц, полагая, что женщинам недоступна самостоятельная научная карьера, посчитала, что ей для подобной может послужить путь медика, и поступила в Гарвардскую медицинскую школу. Однако летом того же 1963 года, находясь в родном городе, ей удалось устроиться в лабораторию Joseph G. Gall в Миннесотском университете, который увидел её потенциал и подтолкнул в область молекулярной биологии. В Гарвардской медицинской школе Стейц переходит на новую там программу по биохимии и молекулярной биологии. Несмотря на ожидавшую её первую неудачу при выборе научного руководителя - отвергшего её из-за её пола, она попадает в лабораторию нобелевского лауреата Джеймса Уотсона, став там первой женщиной-аспирантом. И именно там она фокусируется на РНК.
В 1967 году получила степень доктора философии в Гарварде.
В том же году вместе с супругом они направились в Кембриджский университет, где она являлась постдоком в MRC Laboratory of Molecular Biology. Она изучала РНК с нобелевским лауреатом Фрэнсисом Криком и цитологом Mark Bretscher. В 1969 году будучи в Кембридже Стейц публикует привлёкшую внимание статью в Nature. Ей начинают поступать предложения основать собственную лабораторию. Вместе с супругом они получают должности ассистент-профессоров в Йеле и в 1970 году открывают там каждый свою лабораторию. Стейц никогда не готовила себя к этому и весьма кстати ей пришлась поддержка, оказанная Джеймсом Уотсоном. Затем последуют её заметная статья в PNAS в 1975 году и закрепившая её научную репутацию статья в Nature в 1980 году — после открытия snRNP в её лаборатории годом ранее, что сама Стейц называет достижением, благодаря которому её лаборатория стала наиболее известна. Ассистент-профессор Йеля с 1970 г., ассоциированный профессор с 1974 г., профессор с 1978 г., именной (Henry Ford II Professor) с 1992 года, Стерлингский с 1998 года и поныне; в 1996-99 гг. заведующая кафедрой. В 1976—1977 гг. в Max Planck Institute for Biophysical Chemistry (Германия) и MRC Laboratory of Molecular Biology (Кембридж, Англия), в 1984—1985 гг. в Калтехе.
В 1991—2002 гг. научный директор Jane Coffin Childs Memorial Fund for Medical Research.
Член советов Института биотехнологий Хельсинкского университета (с 2007), общества Розалинд Франклин (с 2009). Входит в научно-консультативный совет Eunice Kennedy Shriver National Institute of Child Health and Human Development (с 2011).
Входит в жюри премии Уайли (с 2004) и премии Л’Ореаль — ЮНЕСКО «Для женщин в науке» (с 2007).
Ассоциированный редактор RNA (journal) (с 1994) и Journal of Cell Biology (с 2010), редактор PNAS (с 1983). С 1994 года член редколлегии Genes and Development.
Член Американской академии искусств и наук (1982), Connecticut Academy of Science and Engineering (1986), почётный член Phi Beta Kappa Йеля (2005), фелло Американской ассоциации содействия развитию науки (1981), Американской академии микробиологии (1992), Американского общества клеточной биологии (2016), почётный фелло New York Academy of Medicine (2009), иностранный член Европейской академии (2002), ассоциированный член EMBO (1987), почётный член Японского биохимического общества (2002).
С 2013 года член AcademiaNet.
Супруг — биохимик Томас Стейц (1940—2018), нобелевский лауреат по химии 2009 года; есть ребёнок.

## Признание
- Passano Foundation[англ.] Young Scientist Award (1975)
- Eli Lilly Award in Biological Chemistry[англ.] (1976)
- NAS Award in Molecular Biology[англ.] (1982)
- Национальная научная медаль США (1986)
- Radcliffe Graduate Society Medal for Distinguished Achievement (1987)
- Премия Диксона (наука), Университет Карнеги — Меллон (1988)
- Warren Triennial Prize, Massachusetts General Hospital (1989, совместно с Т. Р. Чеком)
- Keith Porter Lecturer, Американское общество клеточной биологии (1992)
- Christopher Columbus Discovery Award in Biomedical Research, Christopher Columbus Foundation[англ.] (1992)
- Weizmann Women & Science Award[англ.] (1994, первый удостоенный)
- City of Medicine Award (1996)
- Novartis/Drew Award (1999)
- Max Delbrück Medal[англ.] (2000)
- Премия Л’Ореаль — ЮНЕСКО «Для женщин в науке» (2001)
- Премия Розенстила, Университет Брандайса (2001)
- FASEB Excellence in Science Award[англ.] (2003)
- RNA Society Lifetime Achievement Award (2004)
- Caledonian Research Foundation Prize (2004)
- Howard Taylor Ricketts Award[нем.] Чикагского университета (2004)
- Медаль Э. Б. Уилсона Американского общества клеточной биологии (2005), высшая его награда
- Международная премия Гайрднера (2006)
- NCI Rosalind E. Franklin Award (2006)
- New York Academy of Medicine[англ.] Medal for Distinguished Contributions in Biomedical Science (2008)
- Connecticut Women's Hall of Fame[англ.] (2008)
- Премия медицинского центра Олбани (2008)
- Robert J. and Claire Pasarow Foundation Medical Research Award[англ.] (2011)
- Pearl Meister Greengard Prize[англ.] Рокфеллеровского университета (2012)
- Vanderbilt Prize in Biomedical Science, Университет Вандербильта (2012)
- Joseph Priestley Award, Dickinson College[англ.] (2013)
- EMD Millipore Alice C. Evans Award Американского общества микробиологии (2013)
- Большая медаль Французской академии наук (2013)
- Postdoctoral Mentoring Prize Йеля (2014)
- Hans Neurath Lecture (2014)
- Basic Science Award, Hope Funds for Cancer Research (2015)
- Biopolymers Murray Goodman Memorial Prize Американского химического общества (2015)
- Herbert Tabor Award, American Society for Biochemistry and Molecular Biology[англ.] (2015)
- Connecticut Medal of Science, Connecticut Academy of Science and Engineering[англ.] (2015)
- Jonathan Kraft Prize for Excellence in Cancer Research (2016)[16]
- William Clyde DeVane Award for Teaching Excellence Йеля (2016)
- Mendel Lectures[англ.] (2016)
- Luminary Award, World Affairs Council of Connecticut (2018)
- Специальная премия Ласкера-Кошланда за достижения в области медицинской науки (2018)[14]
- Microbiology Society Prize Medal[англ.] (2021)
- Премия Вольфа по медицине (2021)
- Warren Alpert Foundation Prize[англ.] (2021)

Почётный доктор Lawrence University (1981), University of Rochester School of Medicine (1984), Icahn School of Medicine at Mount Sinai (1989), Бэйтс-колледжа (1990), Гарварда (1992), Тринити-колледжа (1992), Брандейского университета (2002), Принстона (2003), Брауновского университета (2003), Watson School of Biological Sciences (2004), французского Paul Sabatier University (2005), Университета Британской Колумбии (2008), Clarkson University (2009), Albany Medical College (2010), Колумбийского университета (2011), Университета Буэнос-Айреса (2011), Рокфеллеровского университета (2012), Оксфорда (2017), Коннектикутского университета (2017).

## Избранные работы[15]
- Steitz, J.A. (1969). Polypeptide chain initiation: Nucleotide sequences of the three ribosomal binding sites in bacteriophage R17 RNA. Nature 224, 957—964.
- Steitz, J.A. and Jakes, K. (1975). How ribosomes select initiator regions in mRNA: Base pair formation between the 3′ terminus of 16S rRNA and the mRNA during initiation of protein synthesis in Escherichia coli. Proc. Natl. Acad. Sci., USA 72, 4734-4738.
- Lerner, M.R., Boyle, J.A., Mount, S.M., Wolin, S.L. and Steitz, J.A. (1980). Are snRNPs involved in splicing? Nature 283, 220—224.
- Tarn, W.-Y. and Steitz, J.A. (1996). Highly diverged U4 and U6 small nuclear RNAs required for splicing of rare AT-AC introns. Science 273, 1824—1832.
- Vasudevan, S., Tong, Y. and Steitz, J.A. (2007). Switching from repression to activation: microRNAs can upregulate translation. Science 318, 1931—1934.
- Cazalla, D., Yario, T., and Steitz, J.A. (2010). Downregulation of a host microRNA by a Herpesvirus saimiri noncoding RNA. Science 328,1563-1566. PMCID: PMC3075239
- Mitton-Fry, R.M., DeGregorio, S.J., Wang, J., Steitz, T.A., and Steitz, J.A. (2010). Poly(A) tail recognition by a viral RNA element through assembly of a triple helix. Science 330, 1244—1247. PMCID: PMC3074936
- Tycowski, K.T., Shu, M.-D., Borah, S., Shi, M., and Steitz, J.A. (2012). Conservation of a triple-helix-forming RNA stability element in noncoding and genomic RNAs of diverse viruses. Cell Reports 2, 26-32. PMCID: PMC3430378
- Brown, J.A., Valenstein, M.L., Yario, T.A., Tycowski, K.T., and Steitz, J.A. (2012). Formation of triple-helical structures by the 3′-end sequences of MALAT1 and MENβ noncoding RNAs. Proc. Natl. Acad. Sci., USA 109, 19202-19207. PMCID: PMC3511071
- Riley, K.J., Rabinowitz, G.S, Yario, T., Luna, J., Darnell, R., and Steitz, J.A. (2012). EBV and human microRNAs co-target oncogenic and apoptotic viral and human genes during latency. EMBO J. 31, 2207—2221. PMCID: PMC3343464